# Roadblox
Roadblox è un singolo del gruppo musicale britannico The Prodigy, pubblicato il 23 ottobre 2015 come ottavo estratto dal sesto album in studio The Day Is My Enemy.

## Pubblicazione
Il singolo è stato lanciato dall'etichetta discografica indipendente R&S Records il 23 ottobre 2015 in una versione remixata dalla DJ britannica Paula Temple. Tale versione è stata resa disponibile per l'ascolto in anteprima nello stesso giorno attraverso il canale YouTube della rivista Mixmag.
Negli Stati Uniti d'America il singolo è stato pubblicato digitalmente dall'etichetta del gruppo, la Take Me to the Hospital, con una copertina differente.

## Tracce
Testi e musiche di Liam Howlett e Maxim.
1. Roadblox (Paula Temple Remix) – 5:49
2. Roadblox (Paula Temple Instrumental Remix) – 4:44

## Formazione
Gruppo
- Liam Howlett – sintetizzatore, programmazione
- Maxim – voce

Produzione
- Liam Howlett – produzione, missaggio
- Neil McLellan – produzione, missaggio
- John Davis – mastering